# Sudangras
Das Sudangras (Sorghum × drummondii, oft auch unter dem Synonym Sorghum sudanense) ist eine Pflanzenart aus der Familie der Süßgräser (Poaceae).

## Beschreibung
Das Sudangras ist eine einjährige Pflanze, ihre Halme werden zwischen 1 und 2,5 Meter groß und haben einen Durchmesser von 3 bis 6 Millimeter. Die Blattscheide ist kahl oder teils, unter anderem am Ansatz, behaart. Die kahle Blattspreite ist linealisch oder linealisch-lanzettlich, 15 bis 30 Zentimeter lang und 1 bis 3 Zentimeter breit, die Ligula ist braun.
Der Blütenstand ist eine lockere, schlank verzweigte Rispe, die 15 bis 30 Zentimeter lang sowie 6 bis 12 Zentimeter breit ist und sich aus je zwei bis fünf Ährchenpaaren zusammensetzt. Sitzende Ährchen sind elliptisch und 6 bis 7,5 Millimeter lang, ihr Kallus ist behaart, die untere Spelze ist ledrig, verjüngt sich nach oben, ist fein mit schlanken, steifen Borsten besetzt und deutlich mit elf bis dreizehn Seitenrippen nerviert. Die obere Deckspelze ist eiförmig oder eiförmig-elliptisch, an der Spitze zweilappig, die Granne ist 10 bis 16 Millimeter lang.
Gestielte Ährchen sind männlich oder steril, linealisch-lanzettlich und dauerhaft. Die Frucht (eine Karyopse) ist elliptisch bis umgekehrt-eiförmig elliptisch, 3,5 bis 4,5 Millimeter lang und von Spelzen eingefasst. 
Die Chromosomenzahl beträgt 2n=20.

## Verbreitung
Die Art ist heimisch vom tropischen Westafrika bis zum Sudan. Sie findet sich dort entlang von Flussufern und Bewässerungskanälen, sie verbreitet sich unkrautartig. Sudangras ist eine C4-Pflanze, wärmeliebend, und durchaus tolerant gegenüber Trockenheit.

## Systematik und Botanische Geschichte
Die Art ist hybriden Ursprungs und entstand aus einer Kreuzung zwischen den Sorghumhirsen Sorghum bicolor und Sorghum arundinaceum. Die zahllosen Formen dieser häufigen Kreuzung wurden beschrieben als Sorghum ×drummondii (Nees ex Steudel) Millspaugh & Chase. Synonyme sind: Andropogon × drummondii Nees ex Steud., Sorghum × sudanense (Piper) Stapf und Sorghum × aterrimum Stapf.

## Anbau
Wegen der in Mitteleuropa nur geringen Anbauerfahrungen beruhen Angaben zu Anbauverfahren und Erntemengen bisher größtenteils auf Versuchsergebnissen.
Bei geringen Bodenansprüchen ist Sudangras wärmeliebend und frostempfindlich, jedoch erheblich trockentoleranter als Mais (die in Mitteleuropa dominierende Ackerfrucht zur Futter- und Biogasnutzung). Sudangras kann das Wachstum bei Trockenheit unterbrechen und später wieder aufnehmen. Wegen ihrer langsamen Jugendentwicklung gelten Sudangras-Kulturen in der Etablierungsphase als anfällig gegenüber Verunkrautung.
Einzelne Kultursorten sind verfügbar. Die Aussaat erfolgt im Mai. Geerntet wird Sudangras mit dem Feldhäcksler zu Beginn des Rispenschiebens in der zweiten Junihälfte sowie erneut Ende Oktober oder Anfang November. In Anbauversuchen konnten bei zwei Ernten zwischen 30 und 44 Dezitonnen pro Hektar (dt/ha) bei niedrigem Ertragsniveau und zwischen 67 und 82 dt/ha bei hohem Ertragsniveau geerntet werden.
Mehrjährige Versuchsreihen in Deutschland (seit 2005 parallel in sieben Bundesländern) bestätigen die prinzipielle Eignung der Pflanzen für den Anbau in Mitteleuropa. Größere Anbauflächen existieren aber derzeit noch nicht, nur einige wenige Flächen um Würzburg bzw. Worms.

## Verwendung
Sudangras wird vor allem als Futterpflanze verwendet, dabei liegt der Futterwert etwas geringer als der des Silomaises. Aufgrund ihrer Massenwüchsigkeit findet die Pflanze auch zunehmend Interesse in der Biogasbranche. Bei Reinvergärung von Sudangras können Biogasausbeuten von 500 bis 600 Kubikmeter pro Tonne organischer Trockensubstanz mit Methangehalten von 50 bis 55 Volumenprozent erzielt werden.